# Großer Ehrenpreis
Der Große Ehrenpreis (Veronica teucrium) ist eine Pflanzenart aus der Gattung Ehrenpreis (Veronica) innerhalb der Familie der Wegerichgewächse (Plantaginaceae). Sie ist in Eurasien verbreitet.

## Beschreibung
Der Große Ehrenpreis ist eine meist große und kräftig wirkende, überwinternd grüne, ausdauernde, krautige Pflanze, die Wuchshöhen von 15 bis 100 Zentimeter erreicht. Aus dem Rhizom werden wenige aufrechte Stängel gebildet. Der aufsteigende oder aufrecht wachsende, stielrunde Stängel ist mehr oder weniger kraus, manchmal angedeutet zweireihig, behaart. Die Laubblätter sitzen meist direkt am Stängel oder sind sehr kurz gestielt. Die Blattspreiten sind bei einer Breite von 10 bis 30 Millimeter rundlich bis eiförmig-lanzettlich, am Grunde herzförmig oder abgerundet mit stark gesägt-gezähnten Blattrand.

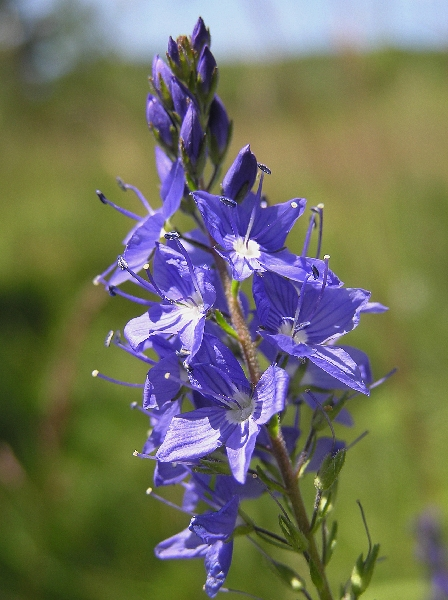
Blütenstand mit Blüten

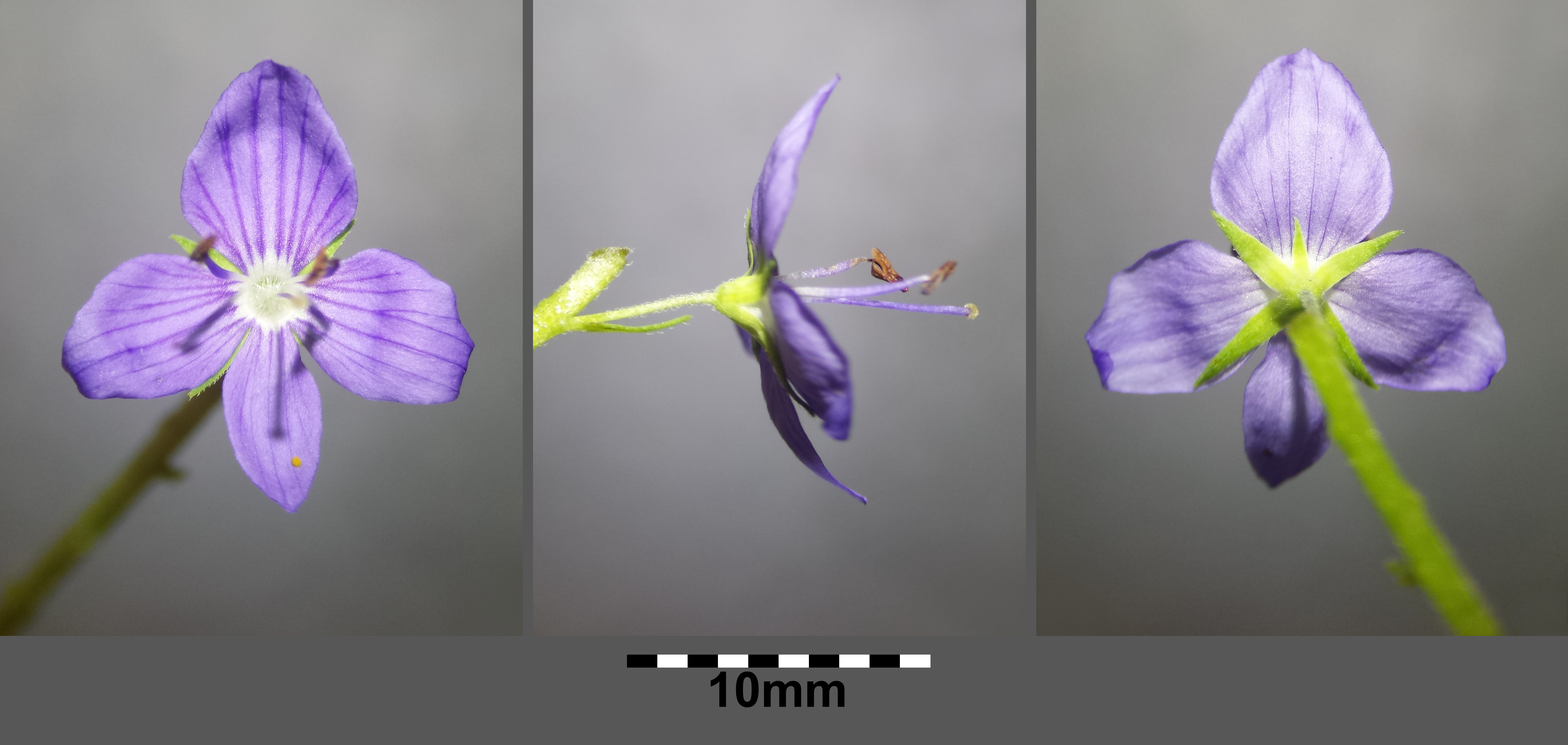
Blüte

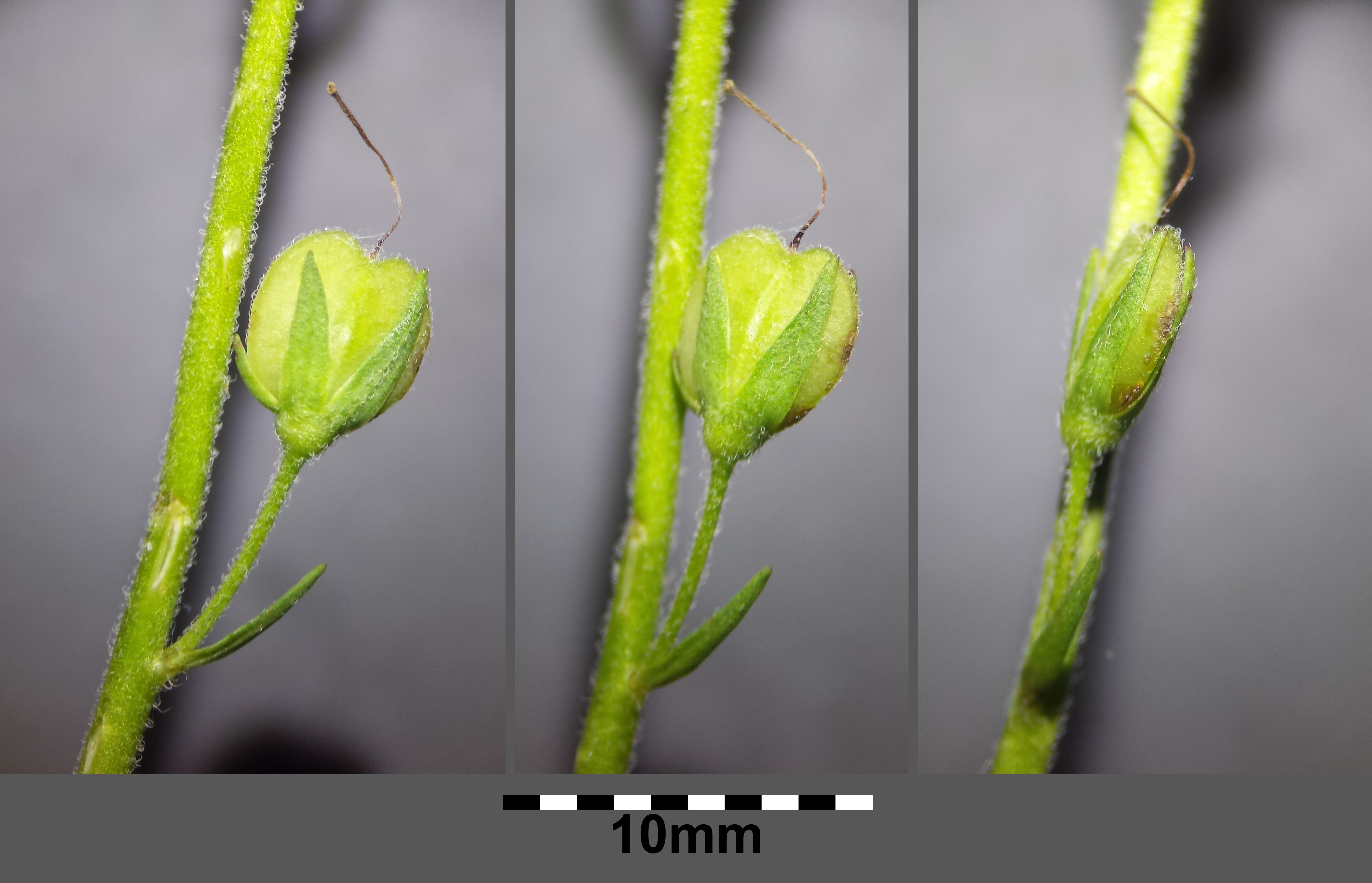
Frucht

Der Große Ehrenpreis blüht vorwiegend in den Monaten Mai bis Juli. Es werden seitenständige, vielblütige, zuletzt verlängerte traubige Blütenstände gebildet. Es sind Deckblätter vorhanden. Die zwittrigen, zygomorphen Blüten weisen einen Durchmesser meist 10 bis 13, selten bis zu 18 Millimeter auf.  Die Krone ist himmelblau bis azurblau gefärbt, selten ist sie auch rosafarben-weiß stets mit dunklen Nerven. Der Griffel ist 5 bis 6 Millimeter lang.
Die Fruchtreife reicht von September bis Oktober. Die behaarte Kapselfrucht ist verkehrt-herzförmig-rundlich geformt und mehr oder weniger ausgerandet. Die Samen sind 1,5 Millimeter lang.
Die Chromosomenzahl beträgt 2n = 64.

## Ökologie
Der Große Ehrenpreis ist ein krautiger Chamaephyt.

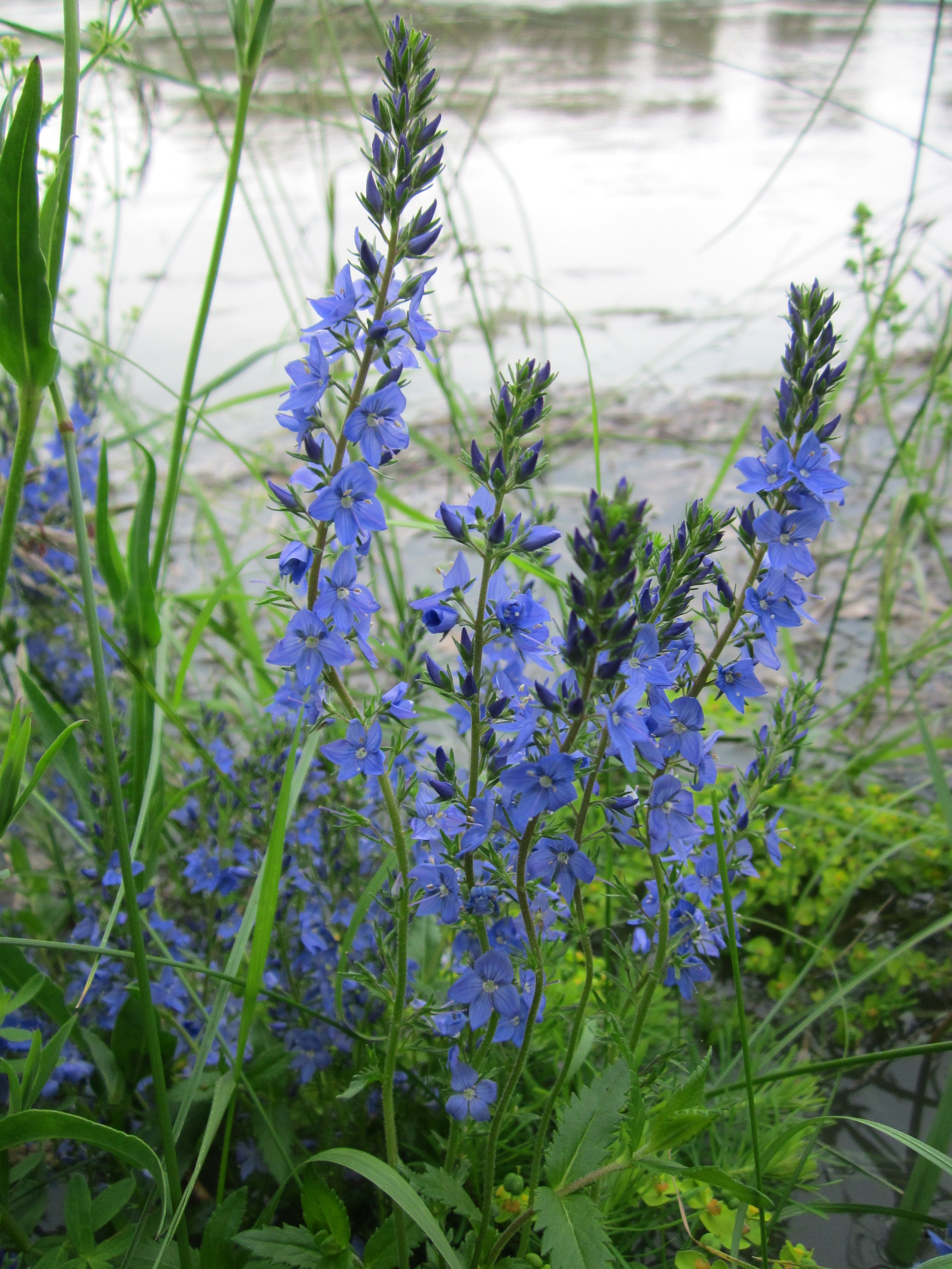
Habitus und Blütenstände

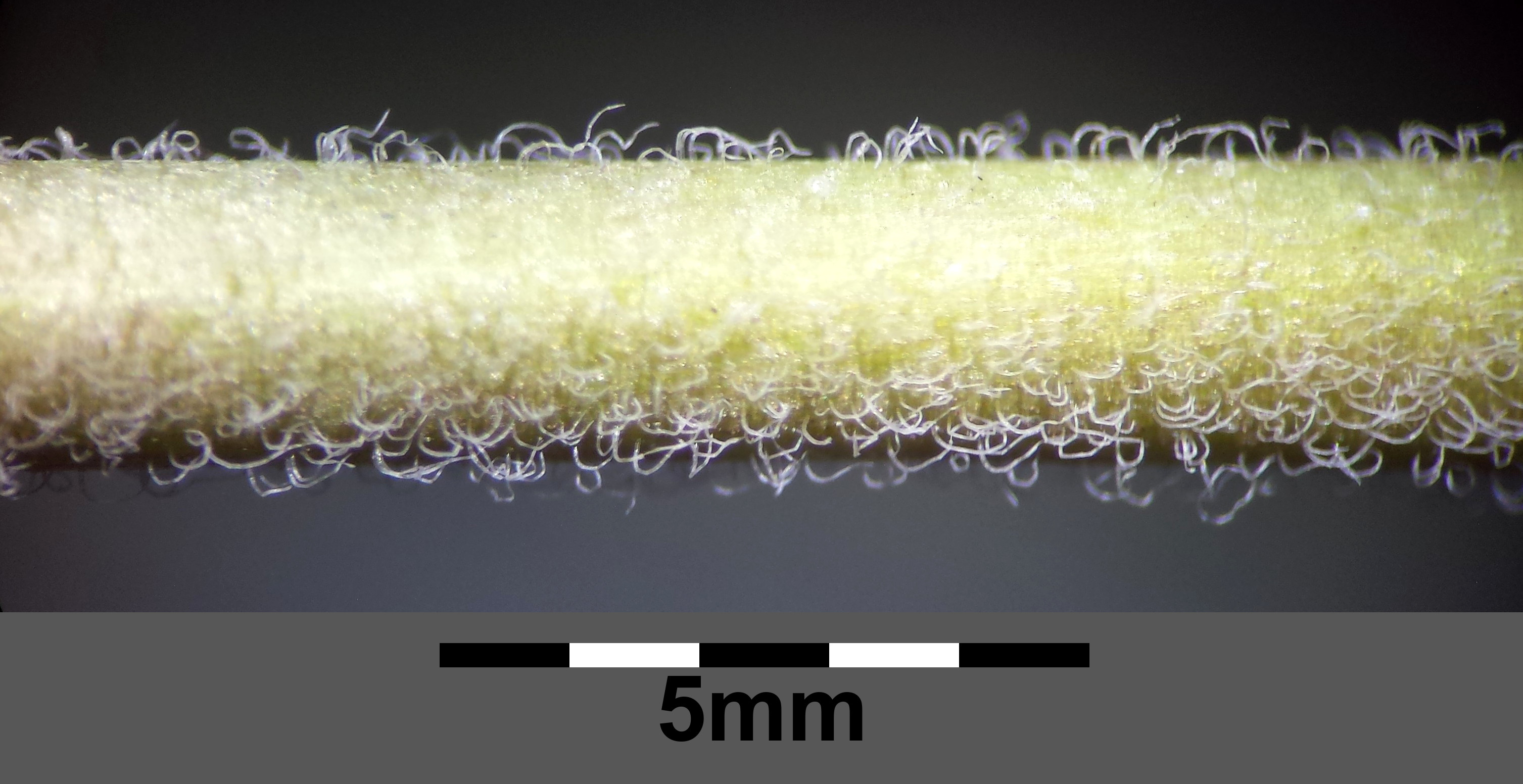
Stängel mit angedrückten Krummhaaren

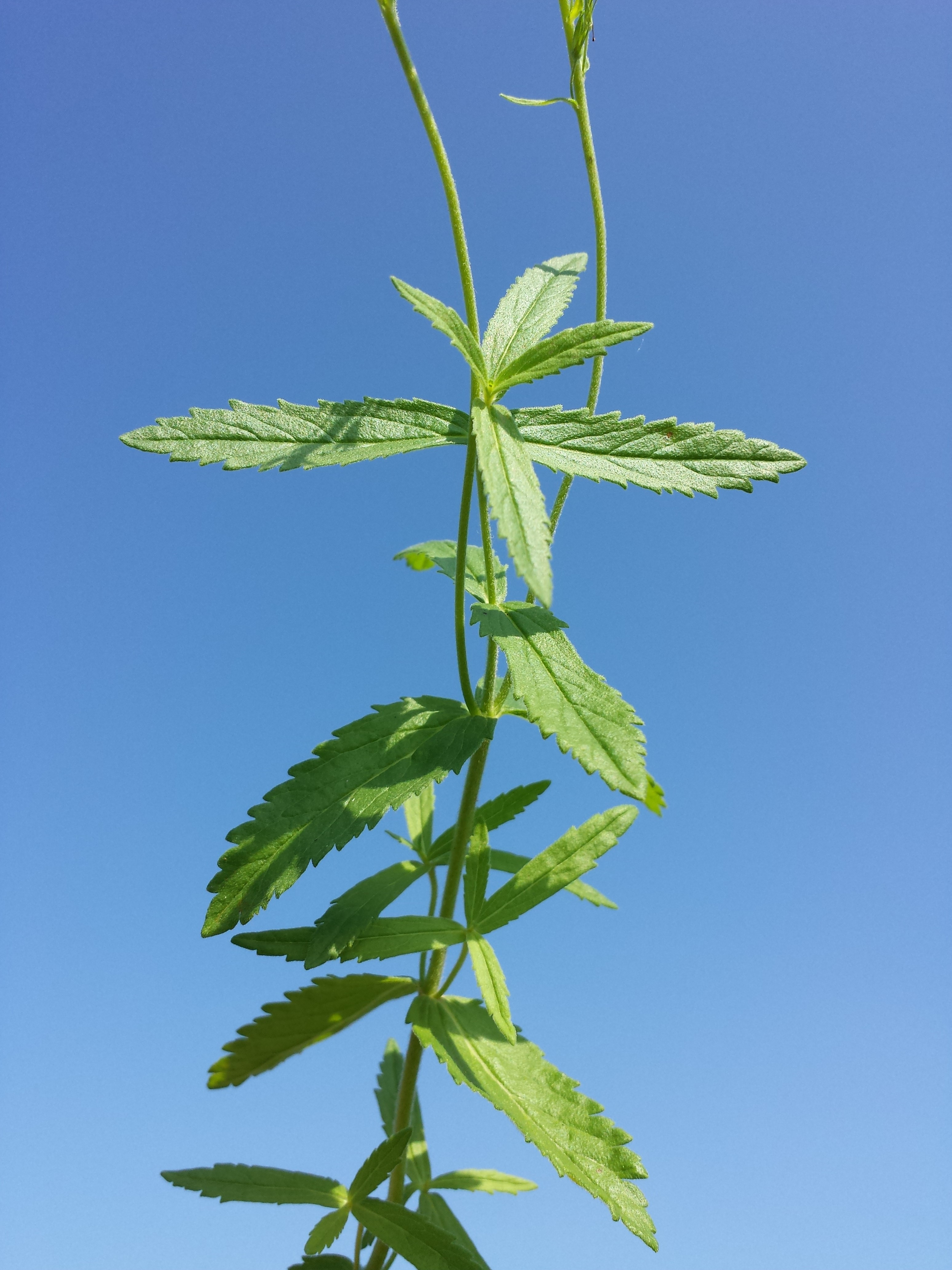
Stängel mit Laubblättern und vegetativem Sprossgipfel

Die Blüten sind vorweiblich. Als Bestäuber kommen die verschiedensten Insekten in Frage. Auch Selbstbestäubung kommt vor.
Der Große Ehrenpreis ist ein Austrocknungsstreuer, Tier- und Windstreuer, auch ein Gartenflüchter und es findet Ameisenverbreitung statt.

## Vorkommen
Der Große Ehrenpreis kommt von Norddeutschland bis zum Balkan vor; östlich reicht er bis nach Ostsibirien, den Altai, China und die Mongolei. In Mitteleuropa tritt er zerstreut auf.
In Deutschland ist der Große Ehrenpreis im mittleren und südlichen Gebiet zum Teil recht verbreitet; im Norden und Nordwesten fehlt er jedoch über große Strecken. In Österreich und der Schweiz findet man Veronica teucrium allgemein zerstreut vor.
Der Große Ehrenpreis wächst in Gebüschen, an Waldrändern, in lichten Wäldern und auf Halbtrockenrasen. Er bevorzugt mehr oder weniger trockene, meist kalkhaltige Lehm- und Steinverwitterungsböden. Er ist wärmeliebend. Nach Ellenberg ist er eine Halblichtpflanze, intermediär-kontinental verbreitet, ein Trockniszeiger. Er ist eine Verbandscharakterart Trockenheitsertragender Blutstorchschnabel-Staudensäume (Geranion sanguinei), kommt aber in Mitteleuropa auch in Gesellschaften der Verbände Mesobromion, Berberidion, Erico-Pinion oder der Ordnung Quercetalia pubescentis vor.

## Systematik
Die Erstveröffentlichung von Veronica teucrium erfolgte 1762 durch Carl von Linné. Synonyme sind beispielsweise Veronica latifolia L., Veronica pseudochamaedrys Jacq.
Der Große Ehrenpreis (Veronica teucrium L.) wird von manchen Autoren auch als eine Unterart (Veronica austriaca subsp. teucrium (L.) D.A.Webb) des Österreichischen Ehrenpreis (Veronica austriaca) angesehen.

## Verwendung
Einige Sorten werden als Zierpflanze verwendet, beispielsweise ‘Crater Lake Blue’, ‘Kapitän’, ‘Knallblau’, ‘Königsblau’, ‘Shirley Blue’.